# ماريون ديلورم
ماريون ديلورم (بالفرنسية: Marion Delorme)‏ هي صاحبة صالون أدبي فرنسية، ولدت في 3 أكتوبر 1613 في بلوا في فرنسا، وتوفيت في 30 يونيو 1650 في باريس في فرنسا.

## وصلات خارجية
- ماريون ديلورم على موقع الموسوعة البريطانية (الإنجليزية)